# Université nationale de Colombie
L'université nationale de Colombie, (en espagnol : Universidad Nacional de Colombia) est la principale université colombienne. Elle propose des études théoriques dans divers domaines de la connaissance. Avec un taux d'admission moyen de 11% au premier cycle, l'université nationale est très sélective.

## Caractéristiques

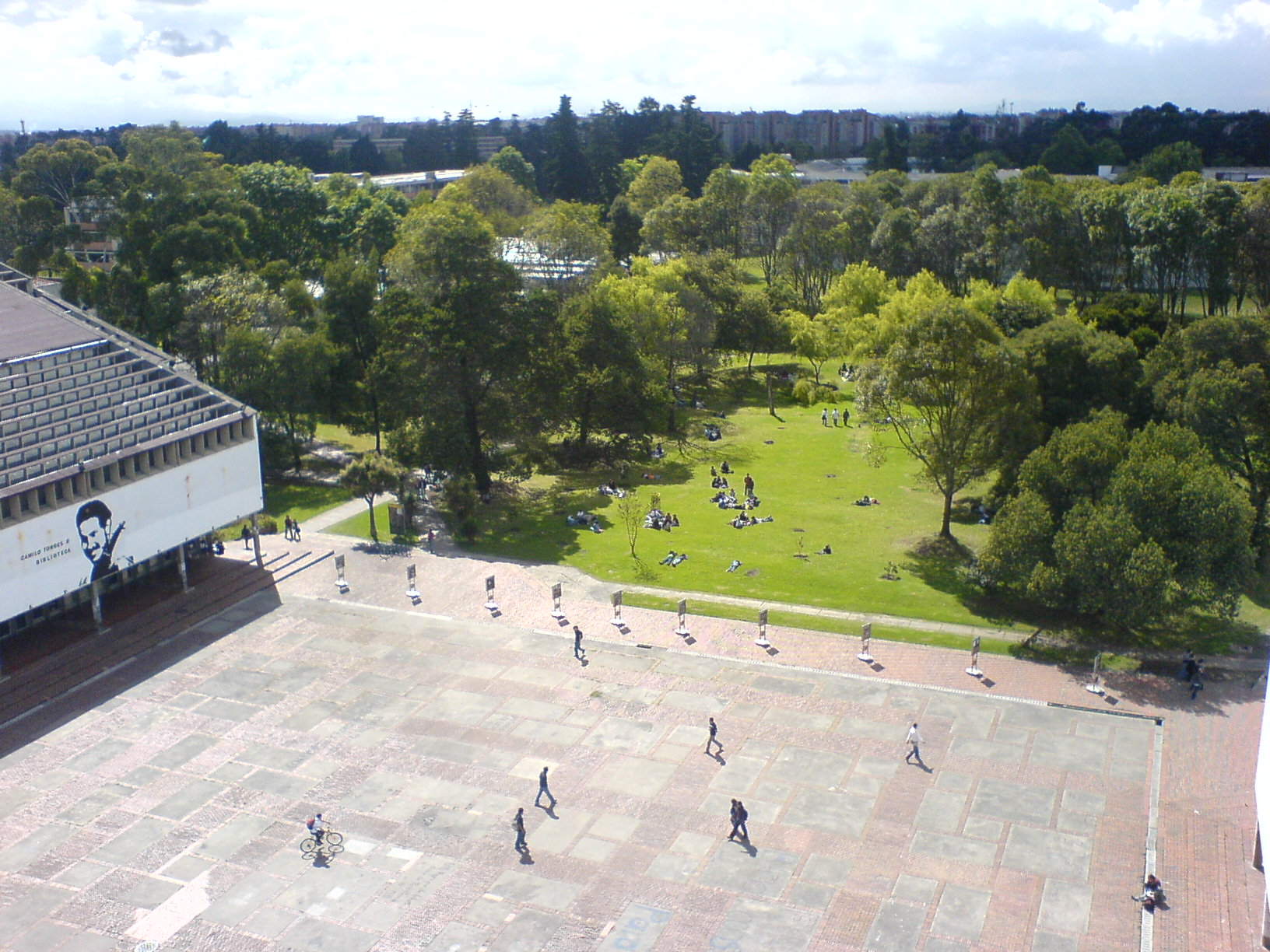
Place centrale de l'université

L'université propose 98 programmes de formation dans différents domaines de connaissance, comme la médecine, l'ingénierie, la dentisterie, la chimie, la pharmacie, les mathématiques, la physique, la géologie, la biologie, les sciences humaines, les arts (la musique, les beaux-arts), le design (industriel, graphique), sciences agronomiques, la philosophie et le droit ; 88 spécialisations, 118 maîtrises, 40 spécialités et 30 doctorats qui comptent à présent près des 43 341 étudiants, dont 39 382 en premier et second cycle et 3 959 en troisième cycle.
Le principal campus est situé dans la ville de Bogotà et forme un ensemble avec ses antennes de Medellín, Manizales, Palmira, Leticia, Arauca, San Andrés. 

### Site universitaire de Bogotá
- Agronomie
- Sciences
- Sciences économiques
- Arts
- Design
- Sciences humaines
- Droit et science politique
- Médecine
- Psychologie
- Ingénieries

- Institut de la biotechnologie
- Institut de la science et technologie de l'alimentation - ICTA
- Institut des études climatiques - IDEA
- Institut des études de communication - IECO
- Institut international des études et des rapports politiques - IEPRI
- Institut de la génétique
- Institut pédagogique Arthur Ramírez Montúfar - IPARM

### Site universitaire de Medellin
- Architecture
- Sciences
- Sciences agronomiques
- Sciences humaines et économiques
- Mines

## Personnalités liées

### Enseignants-chercheurs
- Ana María Groot (1952), historienne et anthropologue.
- Antanas Mockus (1952-...), mathématicien et philosophe.
- Mercedes Rodrigo (1891-1982), psychologue et pédagogue espagnole.